# Луганска Народна Република
Луганска Народна Република (рус. Луганская Народная Республика, скраћено Луганска НР и ЛНР) је међународно непризната република Русијe у окупираним деловима источне Украјине Луганске области, са главним градом у Луганску. ЛНР су прогласиле паравојне формације које подржава Русија 2014. године, а првобитно је деловала као марионетски отцепљена квазидржава све док није анектиранa oд cтране Русије 2022. године.
Русија је 21. фебруара 2022. године званично признала ДНР и ЛНР као независне државе, поставши прва држава чланица УН која је то учинила.
Сирија је 29. јуна објавила признање независности и суверенитета Луганске Народне Републике. ЛНР је званично признала и Демократска Народна Република Кореја 13. јула 2022. године

## Историја
Планирано је да Луганска Парламентарна Република буде проглашена још 8. априла 2014. године, али се ово проглашење догодило тек 27. априла, а република је званично названа Луганска Народна Република. Активисти који су прогласили ову републику контролисали су тада у Луганску зграде службе безбедности, градског савета, тужилаштва, као и полицијску станицу. За гувернера је проглашен Валериј Болотов.
Дана 10. маја, под контролом активиста Луганске Народне Републике налазило се око 50% територије Луганске области.
Референдум за независност одржан је 11. маја 2014. Излазност је била приближно 75% од којих је 96% гласало за независност. Наредног дана, 12. маја, Луганска Народна Република је прогласила себе сувереном државом.
24. маја 2014. године Луганска НР је, заједно са Доњецком НР, ушла у састав самопроглашене државе Новорусије.
21. фебруара 2022. године Руска Федерација званично је признала независност Луганске Народне Републике.
Од 23. до 27. септембра 2022. године грађани Луганске Народне Републике су на референдуму гласали за присаједињење ЛНР са Руском Федерацијом. 30. септембра 2022. ЛНР је ушла у састав Русије.